# Betty van Garrel
Elizabeth Johanna Catharina (Betty) van Garrel (Amsterdam, 26 mei 1939 - Bloemendaal, 24 juli 2020) was een Nederlands kunstcriticus en schrijfster.

## Loopbaan
Van Garrel werkte in de jaren zestig voor de Haagse Post. In de jaren zeventig was zij redacteur van het cultureel tijdschrift Hollands Diep. Toen dit tijdschrift werd stopgezet, kwam zij te werken bij het Cultureel Supplement van NRC Handelsblad. Van Garrel interviewde schrijvers en kunstenaars en schreef diverse boeken over beeldend kunstenaars. Ook werkte ze mee aan tv-kunstprogramma’s en aan de met een Zilveren Nipkowschijf bekroonde documentaire van regisseur Hank Onrust over de dirigent Willem Mengelberg.
In 2018 moest Van Garrel zich verdedigen tegen een beschuldiging van roddeljournalistiek door Maaike Meijer in haar biografie over Fritzi Harmsen van Beek.

## Privé
Betty van Garrel was dochter van tapijtenmaker Diederik Theophilus van Garrel en pedicure Johanna Post. Tussen 1979 en 1982 was ze getrouwd met Hans Nicolaas Kroese en vanaf 1987 met kunsthistoricus Jan van Geest (Johannes Christianus Marie van Geest; 1941-2006). In 1990 verhuisde het echtpaar naar Bloemendaal.